# Whiting, Iowa
Whiting är en ort i Monona County i Iowa. Vid 2010 års folkräkning hade Whiting 762 invånare.